# آنالیز افتراقی بهینه
تجزیه و تحلیل اختیارات بهینه یا آنالیز افتراقی بهینه (ODA) (انگلیسی: Optimal discriminant analysis) و تجزیه و تحلیل درخت طبقه‌بندی مرتبط (CTA) (انگلیسی: classification tree analysis) روش‌های دقیق آماری هستند که حداکثر دقت پیش‌بینی را دارند. برای هر نمونه خاص و فرضیه اکتشافی، تجزیه و تحلیل اختیاری بهینه (ODA) مدل آماری را نشان می‌دهد که حداکثر دقت پیش‌بینی شده را تعیین می‌کند، میزان خطای نوع اول و دوم را ارزیابی می‌کند و امکان تعمیم پذیری را ارزیابی می‌کند. تجزیه و تحلیل اختیاری به ابعاد بزرگتر از صفر اعمال می‌شود، پس مورد یک بعدی به عنوان UniODA نامیده می‌شود و مورد چند بعدی MultiODA نامیده می‌شود. تجزیه و تحلیل درخت طبقه‌بندی در واقع تعمیم تجزیه و تحلیل مطلوب به درختان غیر متعامد است. دسته‌بندی درخت طبقه‌بندی اخیراً به نام «آنالیز افتراقی بهینه» خوانده شده‌است. آنالیز افتراقی بهینه و تجزیه و تحلیل درخت طبقه‌بندی ممکن است برای پیدا کردن ترکیبی از متغیرها و نقاط برش که بهترین طبقات مجزا از اشیا یا وقایع را تشکیل می‌دهند، به کار رود. این متغیرها و نقاط برش را می‌توان برای کاهش ابعاد و سپس ساخت یک مدل آماری استفاده کرد که داده‌ها را به‌طور بهینه توصیف می‌کند. تجزیه و تحلیل اختیاری مطلوب ممکن است به عنوان تعمیم تجزیه و تحلیل خطی فیشر نشان داده شود. آنالیز افتراقی بهینه یک جایگزین برای ANOVA (تجزیه و تحلیل واریانس) و تحلیل رگرسیون است که تلاش می‌کند یک متغیر وابسته را به عنوان یک ترکیب خطی از دیگر ویژگی‌ها یا اندازه‌گیری‌ها بیان کند. با این حال، ANOVA و آنالیز رگرسیون متغیر وابسته ای را ارائه می‌دهند که متغیر عددی است، در حالی که آنالیز افتراقی بهینه متغیر وابسته ای را ارائه می‌دهد که متغیر طبقه‌ای است.